# Theodor Escherich
Theodor Escherich (n. 29 noiembrie 1857, Ansbach, Regatul Bavariei, Germania – d. 15 februarie 1911, Viena, Austro-Ungaria) a fost un medic pediatru german și profesor la Universitatea din Graz și Universitatea din Viena. Este cel care a descoperit și descris specia de bacterie Escherichia coli.